# Sara Jordenö

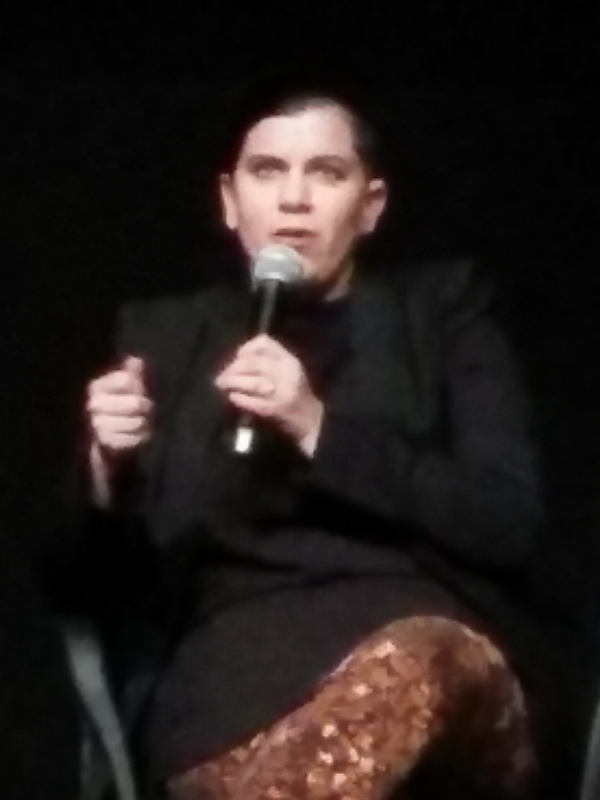

Sara Viktoria Jordenö, född 9 oktober 1974, är en svensk konstnär och dokumentärfilmare. 
Jordenö är bland annat utbildad på Konsthögskolan i Malmö och University of California med examen 2000 respektive 2003. Sara Jordenö har varit verksam i USA och i Sverige och är universitetsadjunkt på konstinstitutionen Akademin Valand vid Göteborgs Universitet. Hennes konstnärskap består av undersökande projekt som resulterar i verk som kan vara både platsbundna eller i form av text och film. De behandlar ofta marginaliserade grupper och olika subkulturer.
Filmen Kiki, som hon skrev med Twiggy Pucci Garcon, hade världspremiär på Sundance Film Festival i januari 2016. Den handlar om New Yorks Ballroom community, en rörelse inom queerkulturen. I februari samma år vann den en Teddy Award på Berlinale 2016.

## Utställningar
- Diamond People på Bildmuseet, Umeå Universitet, från 2010-11-21 till 2011-01-30 [7]